# قلعة هوهن ويرفن
قلعة هوهن ويرفن (بالألمانية: Burg Hohenwerfen) تقع القلعة أعلى بلدة ويرفين النمساوية في وادي سالزاك، يعود تاريخ بناء القلعة إلى القرن الحادي عشر. وتحيط بها جبال الألب وسلسلة جبلية رائعة أخرى، تعرف باسم تينينجبيرج (بالألمانية: Tennengebirg)، من جميع الجهات.

## وصلات خارجية
- الموقع الرسمي.
- تاريخ القلعة.